# Awfully nice
Awfully nice er en dansk børnefilm fra 2018 instrueret af Laura Tassicker.

## Handling
To ensomme seriemordere ender ved et sært tilfælde i samme bil. Hvad vil der ske, når de finder ud af, at de arbejder inden for samme branche?